# Référendum de 1959 à Wallis-et-Futuna
Le référendum de 1959 à Wallis-et-Futuna a lieu le 27 décembre 1959 dans le protectorat français de Wallis-et-Futuna afin de proposer à la population sa transformation en territoire d'outre-mer.
La population approuve le projet à une écrasante majorité, plus de 94 % des suffrages exprimés se portant sur le « oui ». Le résultat du référendum est entériné par le Parlement français avec la loi statutaire du 29 juillet 1961. Le protectorat de Wallis-et-Futuna prend dès lors fin, les îles devenant un territoire d'outre-mer,.

## Contexte

### Organisation politique

#### Wallis-et-Futuna
Wallis et Futuna sont deux îles située en Océanie, dans l'aire culturelle de la Polynésie. Les sociétés wallisienne et futunienne sont organisées autour de chefferies traditionnelles dirigées par des rois coutumiers : le Lavelua à Uvea (Wallis), le Tu'i Agaifo à Alo et le Tu'i Sigave à Sigave, les deux royaumes de Futuna.
Converties au catholicisme par les pères maristes dans les années 1840, les deux îles passent officiellement sous contrôle de la France dans le cadre du protectorat de Wallis-et-Futuna le 5 mars 1888. Cependant, « longtemps, le protectorat avait été théorique », la présence de l'administration française se limitant à un résident, un chancelier et un opérateur radio. Les souverains de Futuna et Wallis gardent toute leur autorité coutumière sur leurs sujets, il ne s'agit donc pas à proprement parler de colonisation ou de conquête.
À l'inverse, la mission catholique a rapidement acquis une place de premier plan, ayant établi une véritable théocratie missionnaire avec un fort contrôle social des populations locales. Ces trois institutions (mission, administration et chefferie coutumière) se partagent le pouvoir, souvent de manière concurrente, car n'ayant pas les mêmes objectifs ni les mêmes intérêts.

#### Transformations de l'empire colonial français
Avec l'instauration de la Quatrième République en 1946, l'empire colonial français devient l'Union française. Les différentes colonies françaises deviennent alors des territoires ou des départements d'outre-mer. Dans le Pacifique, les Établissements français de l'Océanie et la Nouvelle-Calédonie obtiennent le statut de territoire d'outre-mer. Les protectorats, comme ceux de l'Indochine française ou celui de Wallis-et-Futuna, conservent leur statut.
Douze ans plus tard, la Cinquième République est proclamée. La constitution du 4 octobre 1958 offre la possibilité aux territoires d'outre-mer de choisir entre rester sous le giron français ou obtenir l'indépendance. Deux référendums ont lieu en Nouvelle-Calédonie et en Polynésie française le 28 septembre 1958, débouchant sur leur maintien dans la République. Le référendum de 1959 à Wallis-et-Futuna s'inscrit donc dans une double dynamique : celle de la décolonisation, entamée après la Seconde Guerre mondiale, et celle du rapprochement des liens entre les territoires français du Pacifique et la métropole, dans une logique centralisatrice « ignora[nt] largement l'existence de particularismes locaux ».

### Mutations sociales, économiques et politiques
Durant la Seconde Guerre mondiale, Wallis devient une base de l'armée américaine (mai 1942 - juin 1944) ; la population wallisienne connaît alors de profonds bouleversements avec l'arrivée de la société de consommation, et est tout autant déstabilisée par le départ des Américains en 1944 : « Il en résulte une extraordinaire prospérité économique à la fois inattendue, brève et sans lendemain ». Pour l'historien Frédéric Angleviel, « des changements psychologiques et culturels ont résulté de cette brutale rencontre entre une population préservée et le monde occidental ». L'administration française sort affaiblie face à son allié américain, qui a installé de nombreuses infrastructures sur l'île et montré sa puissance militaire à la population locale. Pendant toute cette période, néanmoins, Futuna reste très isolée et n'est visitée que rarement par l'administration ou la mission. Cette île est en effet très difficile d'accès, tant par bateau que par avion, et elle conserve donc une certaine indépendance vis-à-vis des autorités françaises.
À la suite de l'expérience américaine, « l'équilibre des pouvoirs est rompu » : le royaume d'Uvea connaît trois rois entre 1945 et 1950 (Leone Manikitoga, Pelenato Fuluhea et Kapeliele Tufele). Le 22 décembre 1953, une nouvelle crise de succession éclate, sur fond de désaccords entre le roi, l'administration et la mission. Aloisia Brial est désignée reine d'Uvea. Son règne est marqué par l'instabilité politique : jugée trop autoritaire, la reine devient contestée par sa chefferie et en 1957, elle est mise en minorité par le conseil royal mais refuse d'abdiquer. La tension est maximale lorsque le district de Mu'a fait presque sécession. La reine finit par démissionner le 12 septembre 1958 et après de difficiles négociations, Tomasi Kulimoetoke II lui succède le 12 mars 1959 et réussit à imposer son autorité.
À Futuna, l'instabilité politique est plus forte et les rois changent assez fréquemment dans les deux royaumes d'Alo et de Sigave. La mission catholique, représentée par le père Cantala, garde un pouvoir important même si elle se tient plutôt à l'écart des querelles politiques futuniennes.
Dans les années 1950, des liaisons maritimes puis aériennes sont mises en place entre Wallis et la Nouvelle-Calédonie, des infrastructures sont construites et des fonctionnaires locaux sont recrutés.
L'après-seconde guerre mondiale est une période de crise économique : la production de coprah, seule culture commerciale de l'archipel, s'effondre à Wallis et la population revient à l'agriculture vivrière. D'autre part, la population continue d'augmenter, et la jeunesse, au contact des Américains, aspire à un nouveau mode de vie. En conséquence, à partir de 1947, une forte émigration se développe vers les territoires français du Pacifique : Nouvelles-Hébrides et Nouvelle-Calédonie. La plupart de ceux qui partent sont de jeunes hommes. Les autorités religieuses et coutumières encadrent cette émigration de travail, et la diaspora se structure. En 1956, les Wallisiens et Futuniens de Nouvelle-Calédonie comptent 1 200 personnes, avec un clergé et des représentants des chefferies de chaque royaume. Ils sont appréciés pour leur force de travail et leur loyauté à la France. Toutefois, « ces migrations sont régulièrement contrariées par le statut des Wallisiens et des Futuniens, originaires d’un « pays » protégé par la France, ne possédant ni les avantages d’un État souverain, ni les facilités d’un territoire membre de l’Union Française ». Ainsi, l'intégration de Wallis-et-Futuna en tant que territoire d'outre-mer français répond à un impératif économique afin de faciliter la migration.

## Organisation et question

### Prémices du référendum
En 1951, un statut pour Wallis et Futuna au sein de l'Union française est à l'étude. Le résident de France comme l'évêque Alexandre Poncet souhaitent qu'au préalable, une constitution coutumière soit rédigée. Le Lavelua Kapeliele Tufele III reprend alors la constitution wallisienne de 1870, rédigée par l'évêque Pierre Bataillon et où la religion chrétienne joue un rôle prépondérant, mais cette proposition est rejetée par l'administration. En 1953, le projet du sénateur calédonien Henri Lafleur de transformer Wallis-et-Futuna en circonscription rattachée à la Nouvelle-Calédonie échoue au Sénat français.
Finalement, en 1958, grâce à l'intervention du résident Fauché et du délégué de Futuna Camille Gloannec, les trois rois coutumiers demandent au président de la République française, Charles de Gaulle, la transformation du protectorat en territoire d'outre-mer. Un accord, prévoyant le maintien du droit coutumier au civil, du contrôle du foncier par la chefferie et de l'enseignement par le clergé catholique, est signé par le ministre de la France d'outre-mer Jacques Soustelle le 5 octobre 1959. Le décret est finalisé à Paris et apporté par avion le 9 décembre ; le référendum est fixé au 27 décembre, deux semaines plus tard.

### Déroulement
Tous les résidents du protectorat, ainsi que les Wallisiens et Futuniens résidant en Nouvelle-Calédonie et aux Nouvelles-Hébrides, sont appelés à voter. La question posée aux électeurs est :

« Désirez-vous que les îles Wallis et Futuna fassent partie intégrante de la République française sous la forme d'un territoire d'outre-mer ? »

## Résultats

### Globaux
| Choix                  | Votes | %     |
| ---------------------- | ----- | ----- |
| Pour                   | 4 307 | 94,37 |
| Contre                 | 257   | 5,63  |
|                        |       |       |
| Votes valides          | 4 564 | 99,74 |
| Votes blancs et nuls   | 12    | 0,26  |
| Total                  | 4 576 | 100   |
| Abstention             | 119   | 2,53  |
| Inscrits/Participation | 4 695 | 97,47 |

Désirez-vous que les îles Wallis et Futuna fassent partie intégrante de la République française sous la forme d'un territoire d'outre-mer ?
| Pour 4 307 (94,37 %) |
| ▲                    |
| Majorité absolue     |

### Par lieu de résidence
| Résidence                | Résidence                | Wallis | Wallis | Futuna | Futuna | Nouvelle- Calédonie | Nouvelle- Calédonie | Nouvelles- Hébrides | Nouvelles- Hébrides |
| Choix                    | Choix                    | Voix   | %      | Voix   | %      | Voix                | %                   | Voix                | %                   |
| ------------------------ | ------------------------ | ------ | ------ | ------ | ------ | ------------------- | ------------------- | ------------------- | ------------------- |
| Pour                     | Pour                     | 2 261  | 100,00 | 888    | 77,76  | 925                 | 99,78               | 233                 | 99,57               |
| Contre                   | Contre                   | 0      | 0,00   | 254    | 22,24  | 2                   | 0,22                | 1                   | 0,43                |
|                          |                          |        |        |        |        |                     |                     |                     |                     |
| Votes valides            | Votes valides            | 2 261  | 100,00 | 1 142  | 99,48  | 927                 | 99,78               | 234                 | 98,32               |
| Votes blancs et nuls     | Votes blancs et nuls     | 0      | 0,00   | 6      | 0,52   | 2                   | 0,22                | 4                   | 1,68                |
| Total                    | Total                    | 2 261  | 100,00 | 1 148  | 100,00 | 929                 | 100,00              | 238                 | 100,00              |
| Abstentions              | Abstentions              | 0      | 0,00   | 1      | 0,09   | 100                 | 9,72                | 18                  | 7,03                |
| Inscrits / participation | Inscrits / participation | 2 261  | 100,00 | 1 149  | 99,91  | 1 029               | 90,28               | 256                 | 92,97               |

### Analyse
Pour l'historien Frédéric Angleviel, le référendum « prend une tournure unanimiste » : 100% des votants à Wallis choisissent le oui, et il n'y à qu'à Futuna qu'une certaine opposition s'exprime. La proportion importante de votes non à Futuna est liée à des luttes de pouvoir au sein du royaume de Sigave. Des affrontements ont même lieu, causant un mort. En 1960, le Tu'i Sigave de la lignée Keletaona est remplacé par un membre de la lignée Tamole, favorable à la territorialisation.
Le oui l'emporte largement parmi la diaspora de Nouvelle-Calédonie et des Nouvelles-Hébrides : « ce projet bénéficie de l’appui des émigrés wallisiens et futuniens qui se rendent compte des avantages qu’ils tireraient de la nationalité française (statut de résident, considération, allocations familiales) ».
Pour Sarah Mohamed-Gaillard, « la Ve République mit ainsi fin à une situation juridique ambiguë et entreprend la normalisation institutionnelle et administrative de l'archipel », tout en ménageant une place importante aux autorités coutumières à côté de la puissance républicaine française, démontrant le caractère « atypique » de l'organisation institutionnelle du territoire.

## Conséquences
À la suite des résultats du référendum, une assemblée provisoire est mise en place avec les autorités politiques, coutumières et religieuse des trois îles le 17 février 1960. Cette assemblée permet d'élaborer un projet de loi qui est ensuite ratifié par le parlement français le 29 juillet 1961, dotant effectivement Wallis-et-Futuna d'un statut de territoire d'outre-mer. Le changement de statut marque le début d'une période de profondes transformations politiques, sociales et économiques pour Wallis-et-Futuna.